# جامعة الخليج للعلوم والتكنولوجيا
جامعة الخليج للعلوم والتكنولوجيا تأسست عام 2002 م، تعتبر أحد معالم الكويت التعليمية، فهي أول الجامعات الخاصة فيها وهي حاصلة على الاعتماد الأكاديمي والمؤسسي من مجلس الجامعات الخاصة بالإضافة إلى عضويتها الشرفية في AACSB أعلى جهة اعتماد دوليه لكليات إدارة الأعمال كما أنها تتيح لطلبتها التسجيل المزدوج مع أحد الجامعات الأمريكية وهي جامعة ميزوري - سانت لويس التي تأسست عام 1839 م.
منذ أن تم تأسيس جامعة الخليج للعلوم والتكنولوجيا (GUST) وفقا للمرسوم الأميري رقم 156 في سنة 2002، قامت الجامعة بالتوقيع على اتفاقات تعاون مع جهات أكاديمية في العالم وبما يكفل البدء من حيث انتهت الجامعات ذات الرصيد الأكاديمي الكبير، وذلك مع اعتمادها للمقاييس العالمية في مجال التقنيات التي يمكنها دعم التحصيل العلمي.

## كلية الآداب والعلوم
أحد الكليات المؤهلة للانخراط في مجالات الحياة المختلفة وتشمل على تخصصين حيويين أساسيين هما " اللغة الإنجليزية "بتشعباته" وعلوم الحاسوب. وكما يعلم الجميع الحاجة الدائمة لدى المؤسسات والجهات الحكومية وغير الحكومية إلى خريجين وخريجات حاصلين على بكالوريوس اللغة الإنجليزية ليعملوا ضمن كوادر هذه المؤسسات كاختصاصين لغوين ومترجمين ومدرسين وادباء كتاب مؤهلين لصوغ المؤلفات والمقالات والقصص الأدبية وموظفين داعمين في معظم المواقع التي تتطلب الإلمام بهذه اللغة التي تشكل اليوم الوسيلة الأكثر انتشارا على صعيد الأعمال والإدارة.
أما عن تخصص علوم الحاسوب فيكفينا الاطلاع على الإحصاءات العالمية والتي تتحدث عن ما يقرب من نسبة ثمانين في المئة من الوظائف الشاغره المطروحة عالمياً والتي تندرج في مجمل تصنيفها تحت توصيف «وظائف حاسوبية» الأمر الذي يعبر عن مدى حيوية هذا المجال والآفاق الرحبة التي يتيحها لخريجيه ومنتسبيه في سبيل الالتحاق بالمواقع المتقدمة وظيفيا. إن الحصول على شهادة بكالوريوس في علوم الحاسوب من جامعة الخليج للعلوم والتكنولوجيا لا يؤهل الخريج للإلمام بالأسس الأكاديمية لهذا المجال فقط بل يتجاوز بالخريج هذا الأمر ليكون ملماً إلماماً كاملا بنواحي التطبيقات العملية التي تفرضها طبيعة التخصص، فالطلبة في جامعة الخليج يجتازون مراحل متعددة من التدريب العملي تضيف إلى خبراتهم رصيداً من المعرفة لا غنى عنه عند الانخراط في سوق العمل وبما يمكنهم من مجاراة أعقد البيئات الحاسوبية الموجودة في الوزارات والشركات العملاقة. كذلك ومن خلال الشراكة التي تربط الجامعة مع أشهر المصنعين للبرمجيات في العالم تمكن الجامعة طلبتها من تعزيز شهادتهم الأكاديمية بامتيازات تبين الفرق الكبير بين التأهيل الذي توفره بيئة الدراسة في جامعة الخليج للعلوم والتكنلوجيا مع أي جهة أكاديمية تقليدية لا تتعامل مع المتطلبات العلمية وفق الاحتياجات الواقعية والمحترفة.
الدرجات العلمية الممنوحة من كلية الآداب والعلوم (The College of Arts and Science)

1. بكالوريوس آداب (B.A) في:
· إنجليزي تربية (English Education)
· إنجليزي لغويات - ترجمة (English linguistic - Translation)
· إنجليزي آداب (English Literature)
2. بكالوريوس علوم (B.S) في:
· علوم الحاسوب (Computer Science)

## كلية إدارة الأعمال
تعمل كلية إدارة الأعمال في جامعة الخليج للعلوم والتكنولوجيا على تأهيل الطلبة الطامحين إلى الانخراط في سوق العمل ضمن الوظائف القيادية والإدارية، وتعتمد لهذه الغاية أحد أكثر البرامج التأهيلية تطوراً من حيث استيعاب التحديات والمسارات الإدارية والتقنية القائمة والمتوقعة ضمن النظام الاقتصادي والإداري العالمي، وتضم الجامعة اليوم ضمن كوادرها التدريسية كوكبة من أشهر المحاضرين المتميزين والاقتصاديين العالميين المستعدين لتقديم خبراتهم الثرية في هذا الشأن بما يمكن خريجي الكلية من منافسة نظرائهم في حقول التطبيقات الفاعلة على الصعد الإدارية التي تتناسب مع التركيبة الثقافية للمنطقة كذلك تطلعهم على المتطلبات القيادية الفاعلة والناجحة على أرض الواقع الاقتصادي المحلي والدولي، هذا ومن خلال تسخير الجامعة للبيئة التقنية المتقدمة في بناء التواصل التعليمي بين الطلبة وأهم المراجع والمصادر العالمية من خلال تقنية التعليم الإلكتروني الأكثر تقدما في المنطقة ومكتبه عملاقه فريده من نوعها تتيج للطالب الوصول إلى آلاف الدوريات والكتب الداعمه للتخصصات المطروحه إضافة إلى تقنية الفصول الذكية التي تتيحها الجامعة لطلبتها كي يحصلوا على محاضرات لاساتذه عالميين من خلال تقنية الفصول الذكية التي تطبق لأول مره في المنطقة في جامعة الخليج.
ان تفاعل الطالب مع بيئه العمل المفترض قبل التخرج انما تعطيه الثقة والمقدرة الدافعه له كي يساير الواقع الوظيفي له في المستقبل بشكل امثل يضمن له أفضل فرص التنافس الوظيفي، من هنا عملت الجامعة على استحداث بيئات عمل مصغره يمكنها تعريف الطالب بمختلف ابعاد التطبيق العملي للدراسة النظرية، غرفة التداول أحد تلك الامثله العديده التي يمكن للطالب خلالها التدرب على عملية التداول وتجارة الاسهم وتقييم ادائها وضمن مختلف التخصصات عملت الكلية على تسخير كل إمكانات تجسيد الواقع العملي لتلك التخصصات بما يؤسس لبناء جيل من الخريجين متمتعين بكفاءه تمنحهم التميز عند العمل في أي موقع وظيفي.

### أقسام كلية إدارة الأعمال
· المحاسبة (Accounting)
· إدارة نظم المعلومات (Management Information system)
· إدارة الأعمال (Business Administration)
- التمويل (Finance)
- إدارة أعمال دولية (International Business)
- الإدارة والسلوك التنظيمي (Management and Organizational Behavior)
- التسويق (Marketing)
- إدارة العمليات (Logistics and Management)
- الوسائط المتعددة (multimedia)
_ اداره المالية (finance management)

## الحياة الطلابية
تتميز الحياة الطلابية بجامعة الخليج للعلوم والتكنولوجيا بالتطوير الدائم والرائع، فهنالك عدة نشاطات تنظمها رابطة الطلبة والنوادي الطلابية.
النوادي الطلابية
- نادي رواد.
- نادي تكنولوجيا المعلومات.
- نادي المواهب.
- نادي التمويل الإسلامي.
- نادي اكسبرشن.

## اقسام أخرى
و هناك أيضا أقسام أخرى توفرها الجامعة مثل
- قسم الأنشطة الرياضية: الذي يوفر الملاعب والمدربين للجنسين بالألعاب الفردية والجماعية مثل كرة القدم وكرة السلة وكرة الطائرة وكرة اليد والسباحة وتنس الطاولة والتنس الأرضي والاسكواش والتايكواندو وغيرها
- قسم الموسيقى
- قسم الفنون الجميلة والمرسم

## وصلات خارجية
- الموقع الرسمي لجامعة الخليج للعلوم والتكنولوجيا
- المنتدى الخاص لجامعة الخليج للعلوم والتكنولوجيا